# Bliestal Kliniken

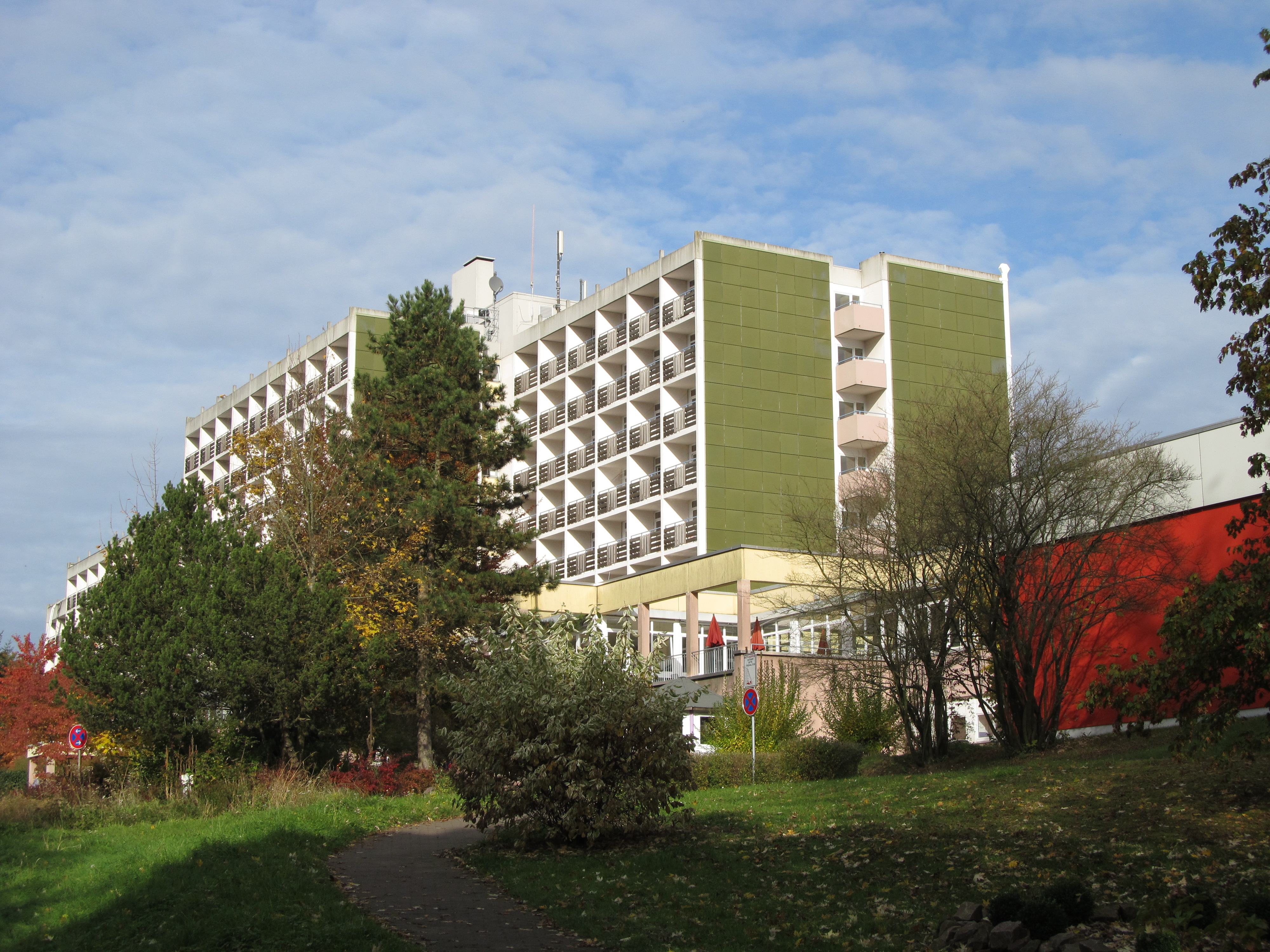
Die Bliestal Kliniken in Blieskastel-Lautzkirchen

Die Bliestal Kliniken sind eine Rehabilitationsklinik in Blieskastel, Saarpfalz-Kreis, Saarland. Betrieben wird die Klinik von der MediClin AG.

## Lage
Die Bliestal Kliniken liegen am Rande des Sankt Ingbert-Kirkeler Waldgebietes nördlich des Stadtzentrums von Blieskastel im Stadtteil Lautzkirchen.

## Fachbereiche
Die Bliestal Kliniken bieten stationäre, teilstationäre und ambulante Rehabilitation in den Fachbereichen Innere Medizin/Kardiologie, Orthopädie und Rheumatologie sowie Psychosomatik an. Die Klinikpatienten werden im Rahmen der Rehabilitation mit gezielten Aufbau- und Heilmaßnahmen auf die Rückkehr in einen aktiven Alltag nach einer Krankheit vorbereitet. Zu den Aufbau- und Heilmaßnahmen zählen Sport- und Bewegungstherapie, Physikalische Therapie, Physiotherapie, Ergotherapie, Ernährungstherapie, Kunsttherapie und Patientenschulung & Selbsthilfe.

## Kennzahlen
Insgesamt stehen 508 Klinikbetten zur Verfügung. Jährlich werden rund 6.000 Patienten behandelt.